# رباط الشونيزية
إن كلمة رباط وجمعها رُّبُط: تعني الحصن أو المكان الذي يرابط فيه الجيش.

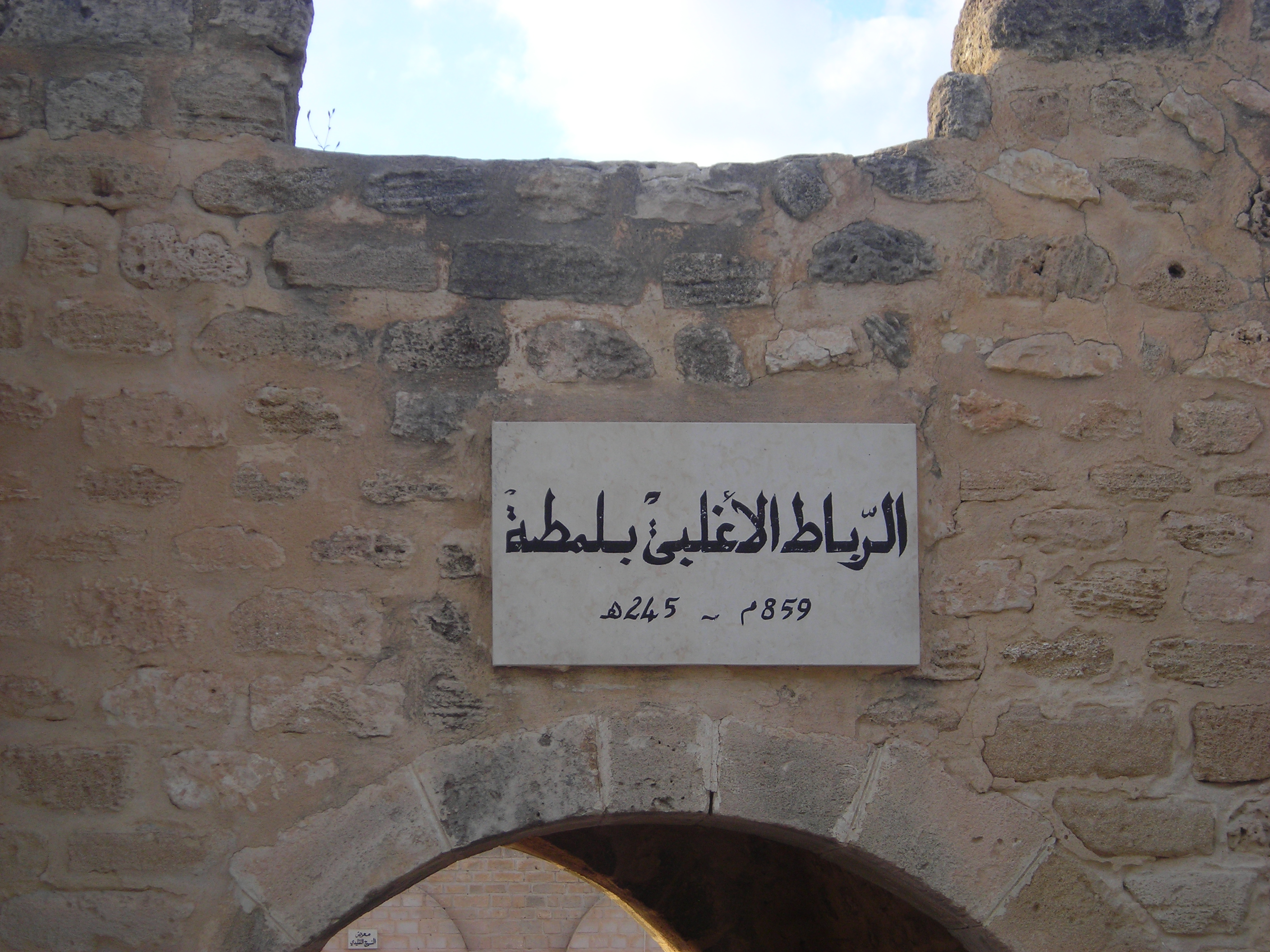
الرباط الاغلبي باليمن

أي أن الرباط هو الحصن الذي يقيم فيه المقاتلين الذين يدافعون عن الثغور، المواجهة للعدو، للذود عن ديار المسلمين. إن هذه التسمية مقتبسة من القرآن الكريم وذلك في قوله: {وأعدُّوا لهم مَّا اسْتَطعتُم من قُوَّة ومن رِّبَاط الخَيْل}. وقوله تعالى: { يَا أيُّها الَّذِينَ آمَنُوا اصبْرُوا وَصَابرُوا وَرَابطُوا واتَّقُوا الله لَعَلَّكُمْ تُفْلِحُونَ}. لقد كانت الرُّبُط إضافة لدورها في التصدي لمواجهة المعتدين، فهي كانت أيضاً المنطلق لنشر العقيدة الإسلامية من عبادة وأخلاق ومعاملات. ونتيجة مكوث المرابطين فيها مدة طويلة، تطورت الرُّبُط فغدت مدارس علمية تدرس علوم الدين من فقه وحديث وتفسير، إضافة للعديد من العلوم الأخرى. وكانت الحياة فيها تقوم على أساس من التعاون الجماعي بين أفراد هذه الرُّبُط. والرباط والمرابطة ملازمة ثغر العدو، وأصله ان يربط كل واحد من الفريقين خيله، ثم صار لزوم الثغر رباطاً. والرباط في الأصل الإقامة على جهاد العدو.

## رباطالشونيزية
رباط الشونيزية يقع بالجانب الغربي من بغداد بالقرب من مقبرة الشونيزية واسماه ياقوت الحموي «خانقاه» في تعريفه للشونيزية فقال: «وهناك خانقاه للصوفية».
ولم يتبين لنا مؤسس هذا الرباط ولا تأريخ إنشائه، ولعله أُسس في القرن الخامس الهجري فيما روى عن سكناه في ذلك العصر، ولكن يذكر ابن الفوطي انه رباط الجنيد (ت297هـ)، وقد كان الرباط موجوداً في سنة 584هجري، ولكن من غير المعروف ما إذا كان مستمراً دون إنقطاع منذ زمن الجنيد وحتى القرن السادس الهجري، ولو كان وجوده مستمراً لكان أقدم الربط البغدادية ويبدوا انه قريب من مسجد الشونيزية ولهذا الرباط أوقافاً كانت تكفي لسد حاجة الفقراء المقيمين فيه والإنفاق في تعميره وصيانته، قال ابن الدبيثي في ترجمة أبي عمرو الصوفي (ت605هـ/1208م): «انتقل إلى رباط الشونيزية مقدما فيه وخادما للفقراء الساكنين فيه وناظرا في وقفه فعمر الموضع وظهر من توقد همته على مصالح ماشهد بحسن نيته وحمد عليه».
وفي سنة(606هـ/1209م) عهد برباط الشونيزية لأبي محمد الزبيدي (ت620هـ/1223م) فيما ذكر ابن الدبيثي عنه: «تولى رباط الشونيزي يخدم الصوفية فيه وينظر في وقفه».
يظهر ان هذا الرباط كان يتمتع بخزانة من الكتب الموقوفة وإنها كانت في خدمة الساكنين فيه. ولعل هذا السبب الذي دفع أبا حامد البلخي ليوقف كتبه فيه. قال ابن الدبيثي: «وقف كتبه برباط الشونيزية».

## أشهر من أقام في هذا الرباط
1- المعين أبو محمد عبد الرحمن بن إسماعيل بن محمد بن يحيى الزبيدي (ت 620هـ/1223م).
وصاحب الوافي بالوفيات قال هو: أبو محمد البغدادي عبد الرحمن بن إسماعيل بن محمد بن يحيى الزبيدي أبو محمد البغدادي الشافعي، سمع في صباه من ابن البطي وأحمد بن يمان البقال وعبد الله بن المبارك بن البقلي وغيرهم وبرع في الفقه وصار معيداً بمدرسة أم الخليفة جوار معروف الكرخي، وكانت لديه يد باسطة في الفرائض والحساب ثم رتب شيخاً برباط الشونيزية وتوفي سنة عشرين وست مائة.
2-عبد الله بن محمد بن أبي المفضل. أبو بكر الطوسي الشنجي شيخ رباط الشونيزية، وذكر أنه ابن أخت أبو حامد محمد بن محمد الغزالي، ولقد توفي في ذي الحجة سنة أربع وثمانين.
وفي محلة الشونيزية هناك رباط آخر يسمى رباط النورية، وقد جاء ذكره في مخطوطة لكتاب مقدمة ابن الصلاح في علوم الحديث.
وبالرغم من وضوح النصوص السابقة في تولي نظارة وقف رباط الشونيزية، لكننا لم نتعرف على نوع ومقدار هذه الأوقاف أو أصحابها لكنها فيما تبدوا كانت كافية لسد حاجة الرباط.